# Сент-Андре-де-Баже
Сент-Андре́-де-Баже́ (фр. Saint-André-de-Bâgé) — коммуна во Франции, находится в регионе Рона — Альпы. Департамент коммуны — Эн. Входит в состав кантона Баже-ле-Шатель. Округ коммуны — Бург-ан-Бресс.
Код коммуны — 01332.

## Население
Население коммуны на 2010 год составляло 635 человек.
| 1962 | 1968 | 1975 | 1982 | 1990 | 1999 | 2010 |
| ---- | ---- | ---- | ---- | ---- | ---- | ---- |
| 145  | 163  | 257  | 391  | 437  | 507  | 635  |